# Atletica leggera ai VII Giochi panamericani
L'atletica leggera ai VII Giochi panamericani si è tenuta a Città del Messico, Messico, dal 12 ottobre al 26 ottobre 1975.

## Risultati

### Uomini
| Evento               | Oro                             | Prest.       | Argento                           | Prest.   | Bronzo                      | Prest.   |
| Corse piane          |                                 |              |                                   |          |                             |          |
| 100 metri            | Silvio Leonard Cuba             | 10,15        | Hasely Crawford Trinidad e Tobago | 10,21    | Hermes Ramírez Cuba         | 10,34    |
| 200 metri            | James Gilkes Guyana             | 20,43        | Larry Brown Stati Uniti           | 20,69    | Mike Sands Bahamas          | 20,98    |
| 400 metri            | Ronny Ray Stati Uniti           | 44,45        | Alberto Juantorena Cuba           | 44,80    | Delmo da Silva Brasile      | 45,53    |
| 800 metri            | Luis Medina Cuba                | 1:47,98      | Leandro Civil Cuba                | 1:48,75  | Carlos Martínez Messico     | 1:48,78  |
| 1500 metri           | Tony Waldrop Stati Uniti        | 3:45,09      | Carlos Martínez Messico           | 3:45,98  | Luis Medina Cuba            | 3:49,84  |
| 5000 metri           | Domingo Tibaduiza Colombia      | 14:02,00     | Theodore Castaneda Stati Uniti    | 14:03,20 | Rodolfo Gómez Messico       | 14:05,25 |
| 10000 metri          | Luis Hernández Messico          | 29:19,28     | Rodolfo Gómez Messico             | 29:21,22 | Domingo Tibaduiza Colombia  | 29:25,45 |
| 3000 siepi           | Mike Manley Stati Uniti         | 9:04,29      | José Andrade Silva Brasile        | 9:05,31  | Octavio Guadarrama Messico  | 9:15,00  |
| Corse ad ostacoli    |                                 |              |                                   |          |                             |          |
| 110 metri ostacoli   | Alejandro Casañas Cuba          | 13,44        | Danny Smith Bahamas               | 13,72    | Arnaldo Bristol Porto Rico  | 13,74    |
| 400 metri ostacoli   | James King Stati Uniti          | 49,60        | Ralph Mann Stati Uniti            | 50,04    | Alfonso Damaso Cuba         | 50,19    |
| Staffette            |                                 |              |                                   |          |                             |          |
| 4x100 metri          | Stati Uniti                     | 38,31        | Cuba                              | 38,46    | Canada                      | 38,86    |
| 4x400 metri          | Stati Uniti                     | 3:00,76      | Cuba                              | 3:02,82  | Canada                      | 3:03,92  |
| Concorsi             |                                 |              |                                   |          |                             |          |
| Salto in alto        | Tom Woods Stati Uniti           | 2,25 m       | John Beers Canada                 | 2,17 m   | Rick Cuttell Canada         | 2,17 m   |
| Salto in lungo       | João Carlos de Oliveira Brasile | 8,19 m       | Arnie Robinson Stati Uniti        | 7,94 m   | Al Lanier Stati Uniti       | 7,91 m   |
| Salto triplo         | João Carlos de Oliveira Brasile | 17,89 m (RM) | Tommy Haynes Stati Uniti          | 17,20 m  | Milan Tiff Stati Uniti      | 16,98 m  |
| Salto con l'asta     | Earl Bell Stati Uniti           | 5,40 m       | Bruce Simpson Canada              | 5,20 m   | Roberto Moré Cuba           | 5,20 m   |
| Getto del peso       | Bruce Pirnie Canada             | 19,28 m      | Bishop Dolegiewicz Canada         | 19,18 m  | Terry Albritton Stati Uniti | 19,18 m  |
| Lancio del disco     | John Powell Stati Uniti         | 62,36 m      | Julián Morrison Cuba              | 59,88 m  | Jay Silvester Stati Uniti   | 59,82 m  |
| Lancio del martello  | Larry Hart Stati Uniti          | 66,56 m      | Ángel Cabrera Cuba                | 65,24 m  | Scott Neilson Canada        | 64,56 m  |
| Tiro del giavellotto | Sam Colson Stati Uniti          | 83,82 m      | Juan Jarvis Cuba                  | 82,30 m  | Raúl Fernández Cuba         | 72,90 m  |
| Prove su strada      |                                 |              |                                   |          |                             |          |
| Maratona             | Rigoberto Mendoza Cuba          | 2:25:03      | Charles Smead Stati Uniti         | 2:25:32  | Tom Howard Canada           | 2:25:46  |
| 20 km marcia         | Daniel Bautista Messico         | 1:33:06      | Domingo Colín Messico             | 1:33:59  | Larry Young Stati Uniti     | 1:37:54  |
| Prove multiple       |                                 |              |                                   |          |                             |          |
| Decathlon            | Bruce Jenner Stati Uniti        | 8045 p.      | Fred Dixon Stati Uniti            | 8019 p.  | Jesús Mirabal Cuba          | 7582 p.  |

### Donne
| Evento               | Oro                               | Prest.  | Argento                     | Prest.  | Bronzo                     | Prest.  |
| Corse piane          |                                   |         |                             |         |                            |         |
| 100 metri            | Pam Jiles Stati Uniti             | 11,38   | Patty Loverock Canada       | 11,41   | Marjorie Bailey Canada     | 11,42   |
| 200 metri            | Chandra Cheeseborough Stati Uniti | 22,77   | Pam Jiles Stati Uniti       | 22,81   | Silvina Pereira Brasile    | 23,17   |
| 400 metri            | Joyce Yakubowich Canada           | 51,62   | Debra Sapenter Stati Uniti  | 52,22   | Lorna Forde Barbados       | 52,36   |
| 800 metri            | Kathy Weston Stati Uniti          | 2:04,93 | Abby Hoffman Canada         | 2:06,93 | Joan Wenzel Canada         | 2:06,93 |
| 1500 metri           | Jan Merrill Stati Uniti           | 4:18,32 | Thelma Wright Canada        | 4:22,32 | Abby Hoffman Canada        | 4:26,25 |
| Corse ad ostacoli    |                                   |         |                             |         |                            |         |
| 100 metri ostacoli   | Edith Noeding Perù                | 13,56   | Debbie LaPlante Stati Uniti | 13,68   | Marlene Elejalde Cuba      | 13,80   |
| Staffette            |                                   |         |                             |         |                            |         |
| 4x100 metri          | Stati Uniti                       | 42,90   | Cuba                        | 43,65   | Canada                     | 43,68   |
| 4x400 metri          | Canada                            | 3:30,36 | Stati Uniti                 | 3:30,64 | Cuba                       | 3:31,65 |
| Concorsi             |                                   |         |                             |         |                            |         |
| Salto in alto        | Joni Huntley Stati Uniti          | 1,89 m  | Louise Walker Canada        | 1,86 m  | Andrea Bruce Giamaica      | 1,83 m  |
| Salto in lungo       | Ana Alexander Cuba                | 6,63 m  | Martha Watson Stati Uniti   | 6,57 m  | Kathy McMillan Stati Uniti | 6,49 m  |
| Getto del peso       | María Elena Sarría Cuba           | 18,03 m | Hilda Ramírez Cuba          | 17,28 m | Lucette Moreau Canada      | 16,98 m |
| Lancio del disco     | Carmen Romero Cuba                | 60,16 m | María Betancourt Cuba       | 58,52 m | Jane Haist Canada          | 53,12 m |
| Tiro del giavellotto | Sherry Calvert Stati Uniti        | 54,70 m | María Beltrán Cuba          | 54,36 m | Beth Cannon Stati Uniti    | 48,64 m |
| Prove multiple       |                                   |         |                             |         |                            |         |
| Pentathlon           | Diane Jones Canada                | 4673 p. | Gale Fitzgerald Stati Uniti | 4486 p. | Andrea Bruce Giamaica      | 4391 p. |

## Medagliere
| #      | Nazione           | Oro | Argento | Bronzo | Totale |
| ------ | ----------------- | --- | ------- | ------ | ------ |
| 1      | Stati Uniti       | 19  | 13      | 7      | 39     |
| 2      | Cuba              | 7   | 11      | 8      | 26     |
| 3      | Canada            | 4   | 7       | 11     | 22     |
| 4      | Messico           | 2   | 3       | 3      | 8      |
| 5      | Brasile           | 2   | 1       | 2      | 5      |
| 6      | Colombia          | 1   | 0       | 1      | 2      |
| 7      | Perù              | 1   | 0       | 0      | 1      |
| 7      | Guyana            | 1   | 0       | 0      | 1      |
| 9      | Bahamas           | 0   | 1       | 1      | 2      |
| 10     | Trinidad e Tobago | 0   | 1       | 0      | 1      |
| 11     | Giamaica          | 0   | 0       | 2      | 2      |
| 12     | Barbados          | 0   | 0       | 1      | 1      |
| 12     | Porto Rico        | 0   | 0       | 1      | 1      |
| Totale | Totale            | 37  | 37      | 37     | 111    |